# Tanyptera (Tanyptera) nigricornis kotan
Tanyptera (Tanyptera) nigricornis kotan is een ondersoort van de tweevleugelige Tanyptera (Tanyptera) nigricornis uit de familie langpootmuggen (Tipulidae). De ondersoort komt voor in het Palearctisch gebied.